# Алтухов, Владимир Николаевич
Владимир Николаевич Алтухов (род. 12 октября 1954 в Кимовске, Тульская область, РСФСР, СССР) — российский политик и предприниматель, депутат Государственной думы первого и второго созывов.

## Биография
Окончил Нижнекамский энергостроительный техникум при Минэнерго СССР в 1979 году. Высшее образование получил в Поволжской академии государственной службы.
С 1972 по 1974 год служил в Советской армии, проходил срочную службу в пограничных войсках СССР.
В 1975—1989 годах работал расточником ремонтно-инструментального завода ПО «КамАЗ».
В 1989—1993 годах — заместитель директора малого предприятия «Агромеханика». В период с 1993 по 1994 год был директором предприятия «Олеандр» города Набережные Челны, по производству ТНП.
До 1991 года являлся членом КПСС. Избирался депутатом Автозаводского районного Совета народных депутатов города Набережные Челны, был руководителем депутатской группы, членом исполкома Автозаводского районного Совета народных депутатов.
13 марта 1994 года избран на дополнительных выборах в Государственную думу I созыва, от Набережно-Челнинского одномандатного округа № 25, набрав 40,8 % голосов избирателей. Был членом фракции ПРЕС, входил в Комитет ГД по экономической политике.
На декабрьских выборах 1995 года переизбран депутатом Государственной думы, по Набережно-Челнинскому одномандатному избирательному округу № 24. В Государственной думе II созыва был членом комитета по делам Федерации и региональной политике, входил в депутатскую группу «Новая региональная политика — Дума-96», позднее — во фракцию «Наш дом — Россия».
В 2000 году отошёл от политической деятельности, став генеральным директором ООО «ТПК „Алтиком“», которое занимается ремонтом запчастей к грузовикам. С 2015 года находится на пенсии, проживает в селе Большая Шильна Тукаевского района.

## Личная жизнь и семья
Жена — Нина Алтухова, имеет двоих сыновей:
- Первый сын, Александр, является предпринимателем, со-руководителем ООО «ТПК „Алтиком“». Женат, имеет сына Александра и дочь Полину[5].
- Второй сын, Юрий, выпускник МГИМО, дипломат, на 2025 год — заведующий консульским отделом Посольства России в Японии. Имеет троих сыновей[5][6].

В свободное время увлекается спортом, посещает фитнес-клуб.

## Законотворческая деятельность
За время исполнения полномочий депутата Государственной думы I и II созыва выступил соавтором двух законопроектов «О магистральном трубопроводном транспорте» и «О концессии в дорожном хозяйстве Российской Федерации».

## Награды
- Орден «Знак Почёта»
- Медаль «За отличие в охране государственной границы»